# Nowy folder
Nowy folder – trzeci album grupy Jeden Osiem L. Płytę promował utwór Wierzyłem tak.

## Lista utworów
1. Runda 3
2. Być kimś więcej Preludium
3. Być kimś więcej
4. Diler
5. Kilka chwil (gościnnie: Joanna Bicz)
6. Sierpniowy wieczór
7. Kręć mnie
8. Wierzyłem tak
9. Nadszedł czas, gościnnie: Ruszkos
10. Historie pewnych znajomości
11. Dotykamy nieba (gościnnie: Nowator)
12. 00:00
13. Nadszedł czas (remix)
14. Na zawsze
15. Outro